# 9709 Кріснелл
9709 Кріснелл (9709 Chrisnell) — астероїд головного поясу, відкритий 16 жовтня 1977 року.
Тіссеранів параметр щодо Юпітера — 3,218.